# Championnat de Tunisie masculin de basket-ball
Le championnat de Tunisie de basket-ball (Pro A) est la première division du championnat de Tunisie de basket-ball. Il regroupe les douze meilleures équipes du pays. Chaque équipe s'affronte en matchs aller-retour, les six premières équipes étant qualifiées pour les play-offs. En septembre 2020, le championnat de Tunisie de division 1 est renommé en Pro A.

## Palmarès
- 1956 : L'Orientale
- 1957 : Stade gaulois
- 1958 : Association sportive française
- 1959 : Jeanne d'Arc d'avant-garde
- 1960 : Jeanne d'Arc d'avant-garde
- 1961 : Association sportive française
- 1962 : Avant-garde de Tunis
- 1963 : Stade nabeulien
- 1964 : Union sportive radésienne
- 1965 : Union sportive radésienne
- 1966 : Union sportive radésienne
- 1967 : Union sportive radésienne
- 1968 : Union sportive radésienne
- 1969 : Radès Transport Club
- 1970 : Radès Transport Club
- 1971 : Radès Transport Club
- 1972 : Radès Transport Club
- 1973 : Zitouna Sports
- 1974 : Club sportif des cheminots
- 1975 : Stade nabeulien
- 1976 : Radès Transport Club
- 1977 : Espérance sportive de Tunis
- 1978 : Club sportif des cheminots
- 1979 : Espérance sportive de Tunis
- 1980 : Espérance sportive de Tunis
- 1981 : Étoile sportive du Sahel
- 1982 : Ezzahra Sports
- 1983 : Ezzahra Sports
- 1984 : Étoile sportive de Radès
- 1985 : Étoile olympique La Goulette Kram
- 1986 : Étoile olympique La Goulette Kram
- 1987 : Étoile olympique La Goulette Kram
- 1988 : Étoile olympique La Goulette Kram
- 1989 : Stade nabeulien
- 1990 : Étoile olympique La Goulette Kram
- 1991 : Étoile olympique La Goulette Kram
- 1992 : Stade nabeulien
- 1993 : Ezzahra Sports
- 1994 : Ezzahra Sports
- 1995 : Étoile olympique La Goulette Kram
- 1996 : Stade nabeulien
- 1997 : Ezzahra Sports
- 1998 : Union sportive monastirienne
- 1999 : Ezzahra Sports
- 2000 : Union sportive monastirienne
- 2001 : Jeunesse sportive kairouanaise
- 2002 : Jeunesse sportive kairouanaise
- 2003 : Jeunesse sportive kairouanaise
- 2004 : Club africain
- 2005 : Union sportive monastirienne
- 2006 : Stade nabeulien
- 2007 : Étoile sportive du Sahel
- 2008 : Stade nabeulien
- 2009 : Étoile sportive du Sahel
- 2010 : Stade nabeulien
- 2011 : Étoile sportive du Sahel
- 2012 : Étoile sportive du Sahel
- 2013 : Étoile sportive du Sahel
- 2014 : Club africain
- 2015 : Club africain
- 2016 : Club africain
- 2017 : Étoile sportive de Radès
- 2018 : Étoile sportive de Radès
- 2019 : Union sportive monastirienne
- 2020 : Union sportive monastirienne
- 2021 : Union sportive monastirienne
- 2022 : Union sportive monastirienne
- 2023 : Union sportive monastirienne
- 2024 : Union sportive monastirienne
- 2025 : Club africain

## Bilan par club
| Club                              | Ville       | Titres | Années                                                                       |
| --------------------------------- | ----------- | ------ | ---------------------------------------------------------------------------- |
| Étoile sportive de Radès          | Radès       | 13     | 1964, 1965, 1966, 1967, 1968, 1969, 1970, 1971, 1972, 1976, 1984, 2017, 2018 |
| Union sportive monastirienne      | Monastir    | 9      | 1998, 2000, 2005, 2019, 2020, 2021, 2022, 2023, 2024                         |
| Stade nabeulien                   | Nabeul      | 8      | 1963, 1975, 1989, 1992, 1996, 2006, 2008, 2010                               |
| Étoile olympique La Goulette Kram | La Goulette | 7      | 1985, 1986, 1987, 1988, 1990, 1991, 1995                                     |
| Ezzahra Sports                    | Ezzahra     | 6      | 1982, 1983, 1993, 1994, 1997, 1999                                           |
| Étoile sportive du Sahel          | Sousse      | 6      | 1981, 2007, 2009, 2011, 2012, 2013                                           |
| Club africain                     | Tunis       | 5      | 2004, 2014, 2015, 2016, 2025                                                 |
| Jeunesse sportive kairouanaise    | Kairouan    | 3      | 2001, 2002, 2003                                                             |
| Espérance sportive de Tunis       | Tunis       | 3      | 1977, 1979, 1980                                                             |
| Avant-garde de Tunis              | Tunis       | 3      | 1959, 1960, 1962                                                             |
| Association sportive française    | Tunis       | 2      | 1958, 1961                                                                   |
| Club sportif des cheminots        | Tunis       | 2      | 1974, 1978                                                                   |
| Zitouna Sports                    | Tunis       | 1      | 1973                                                                         |
| Stade gaulois                     | Tunis       | 1      | 1957                                                                         |
| L'Orientale                       | Tunis       | 1      | 1956                                                                         |